# Мосты Москвы

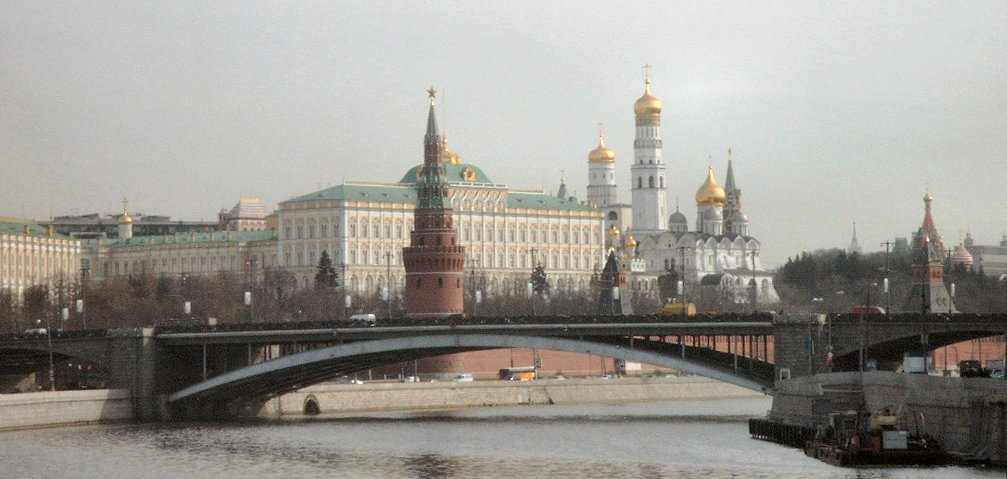
Большой Каменный мост

В список включаются существующие мосты (автомобильные, железнодорожные, трамвайные, метромосты, пешеходные) через водные преграды, расположенные на территории Москвы. Мосты упорядочены по водным объектам, через которые они переброшены, в порядке от истока к устью. Не учтены некоторые безымянные мосты, главным образом пешеходные, в парковых зонах (например, 5 пешеходных мостов в Измайловском парке через Серебрянку), а также на территории Новой Москвы. Путепроводы см. в списке Путепроводы Москвы.

## Мосты черезканал имени Москвы
- Химкинские мосты (МКАД), 1961, реконструирован 1998
- Ленинградский мост, 1970, реконструирован 2011
- Железнодорожный мост Рижского направления МЖД, 1936

## Мосты черезСходненский деривационный канал
- Восточный мост (Москва), 1937
- Западный мост (Москва), 1937

## Мосты черезМоскву-реку

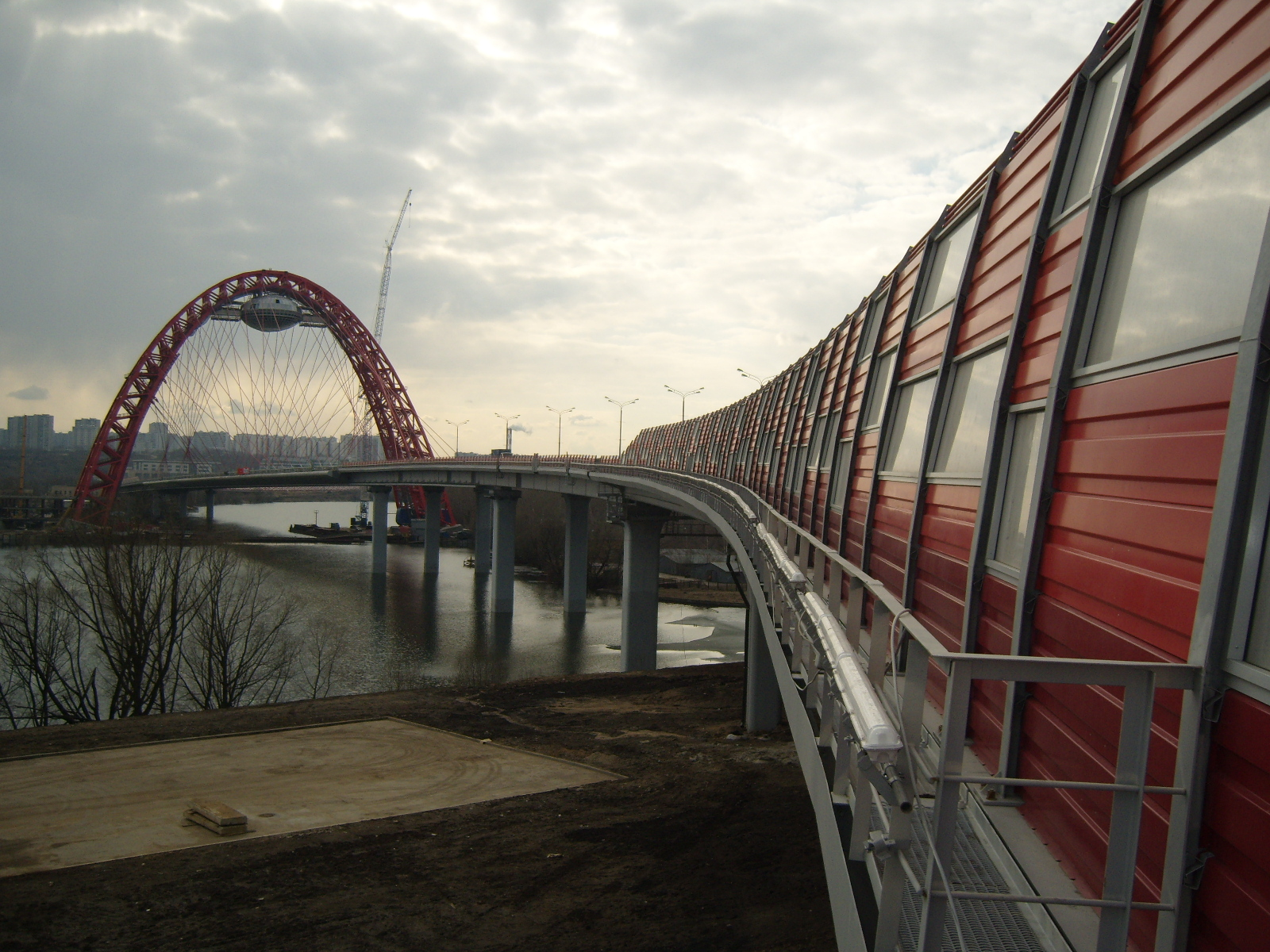
Живописный мост

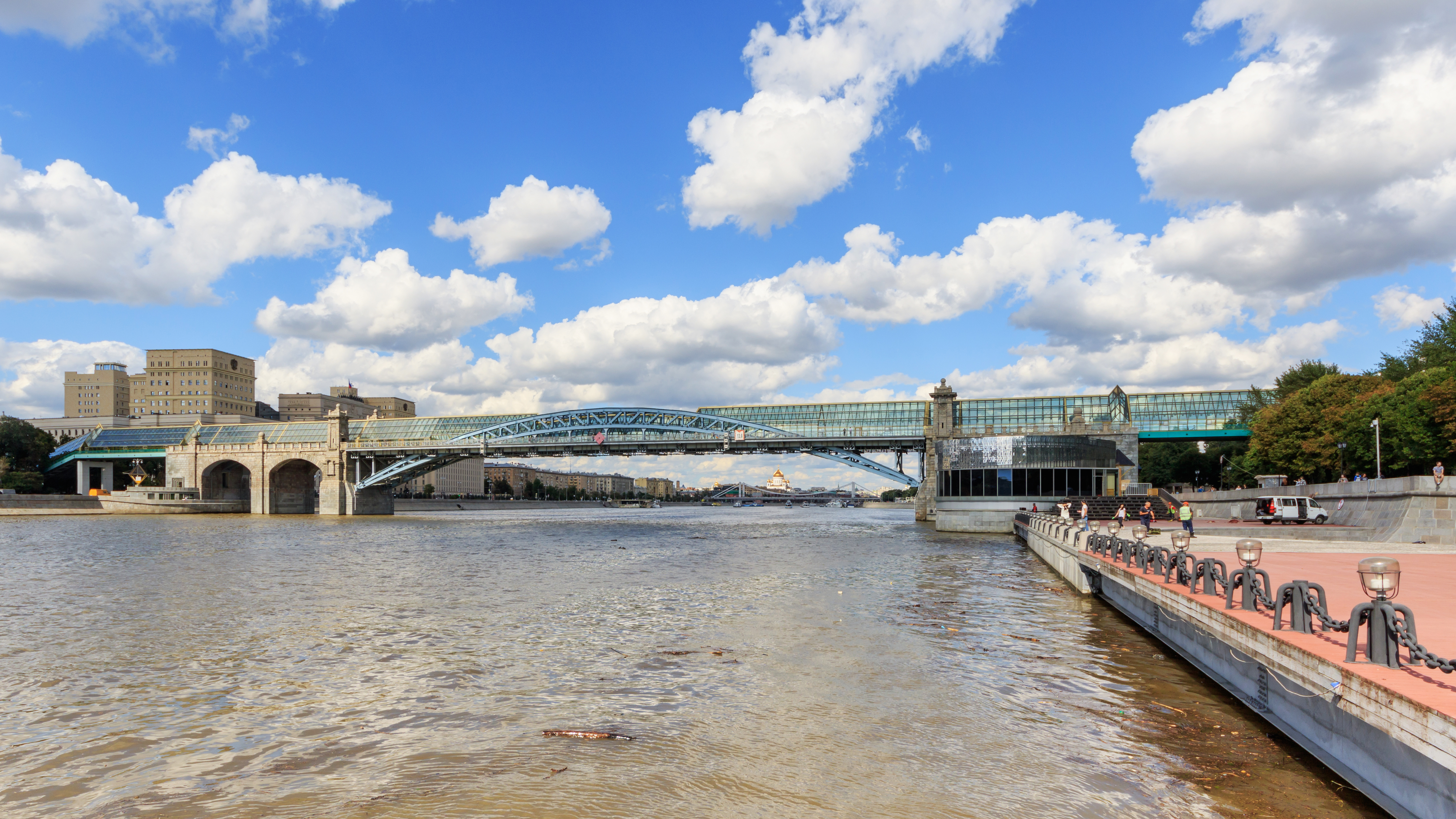
Пушкинский мост

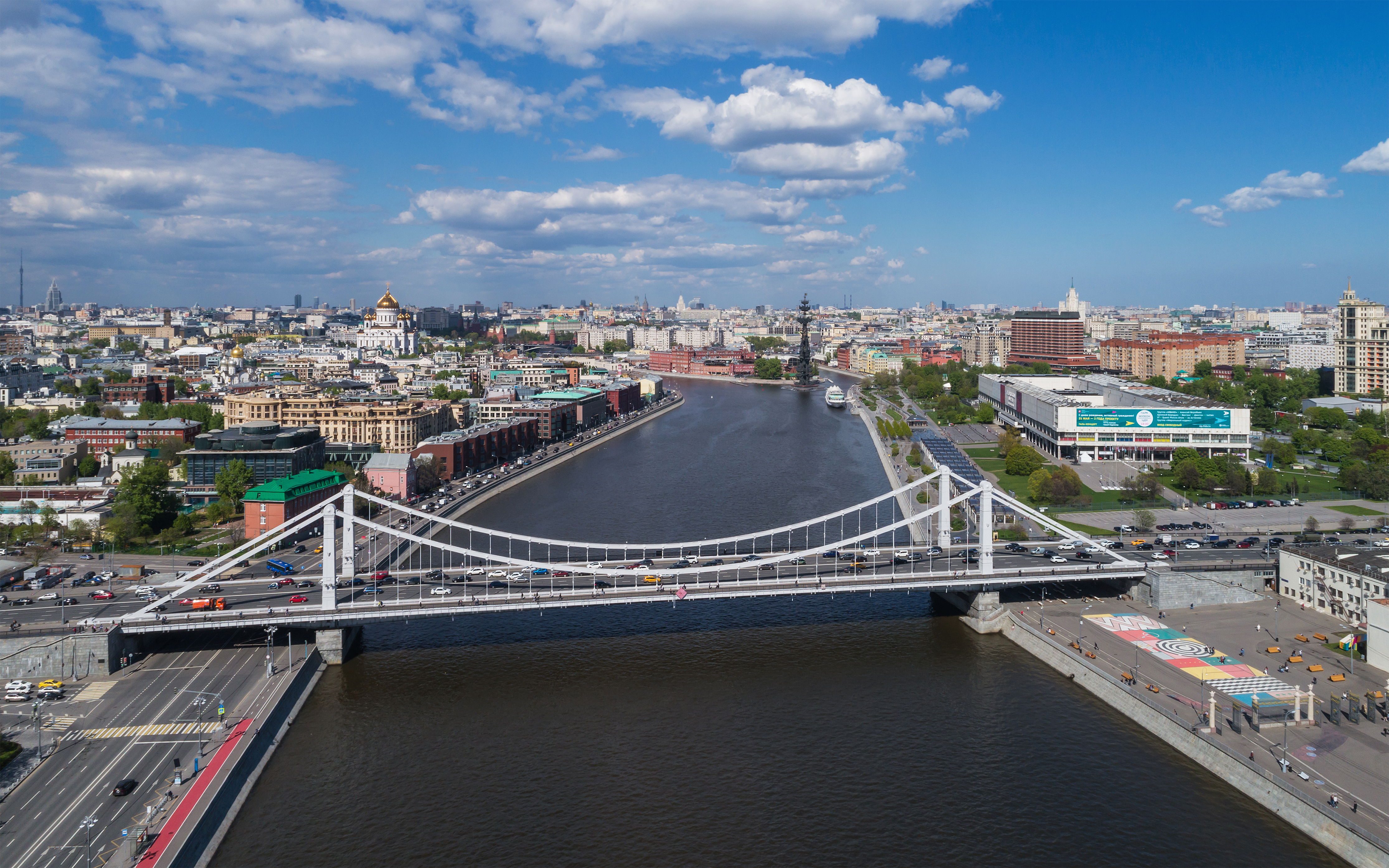
Крымский мост

- Митинский метромост, 26 декабря 2009 года
- Спасские мосты (МКАД), 1962; реконструированы 1997
- Строгинский мост, 1980, 1982; реконструирован 1998, 2021
- Хорошёвский мост, 1937
- Живописный мост (Краснопресненский проспект), 27 декабря 2007 года
- Новый Карамышевский мост, 29 ноября 2019
- Карамышевский мост, 1937
- Крылатский мост, 1983; реконструирован 2018
- Филёвский мост, 2024
- Мост Академика Королёва строится, завершение ожидается в сентябре-октябре 2025
- Шелепихинский мост, 1965; реконструирован 2007
- Белорусский (Филёвский) железнодорожный мост, 1894; реконструирован 1938, 1961, 2015, 2020
- Дорогомиловский железнодорожный мост (Малое кольцо Московской железной дороги), 1907; реконструирован 1938, 2016
- Дорогомиловский автодорожный мост (Третье транспортное кольцо), 2001
- Мост Багратион (пешеходный), 1997
- Новоарбатский (Калининский) мост, 1957; реконструирован 2004
- Смоленский метромост, 1937
- Бородинский мост, 1912; реконструирован 1952, 2001
- Мост Богдана Хмельницкого (Краснолужский, Киевский пешеходный мост) (пешеходный), 2001
- Новый Краснолужский (Лужнецкий) мост (Малое кольцо Московской железной дороги), 1907, 2001
- Бережковский мост (Третье транспортное кольцо), 1998
- Лужниковский метромост, 1958; реконструирован 2001
- Андреевский автомобильный мост (Третье транспортное кольцо), 2000
- Андреевский железнодорожный мост (Малое кольцо Московской железной дороги), 1907, 2000
- Пушкинский (Андреевский) мост (пешеходный), 1999
- Крымский мост (Садовое кольцо), 1938; реконструирован 2001, 2012
- Патриарший мост (пешеходный) 2004
- Большой Каменный мост, 1938; реконструирован 2021
- Большой Москворецкий мост, 1938; реконструирован 2019
- Большой Устьинский мост, 1938; реконструирован 1999
- Большой Краснохолмский мост (Садовое кольцо), 1938; реконструирован 2007
- Новоспасский мост, 1911; реконструирован 1937, 2000
- Автозаводский мост (Третье транспортное кольцо), 1961; реконструирован 1996, 2001
- Даниловский (Кожуховский) мост (Малое кольцо Московской железной дороги), 1907; реконструирован 1999
- Нагатинский мост (метромост), 1969; реконструирован 2017
- Автомобильный мост через затон Новинки,  2023
- Кожуховский мост,  2019
- Велопешеходный мост через Нагатинский затон,  2025
- Сабуровский автодорожный мост, 2023
- Сабуровские железнодорожные мосты, 1924, 1952; реконструированы 2006, 2009
- Братеевский мост, 1989
- Бесединские мосты (МКАД), 1961, реконструированы 1998

## Мосты черезВодоотводный канал
- Малый Каменный мост, 1938
- Лужков мост, пешеходный, 1994
- Малый Москворецкий мост, 1938

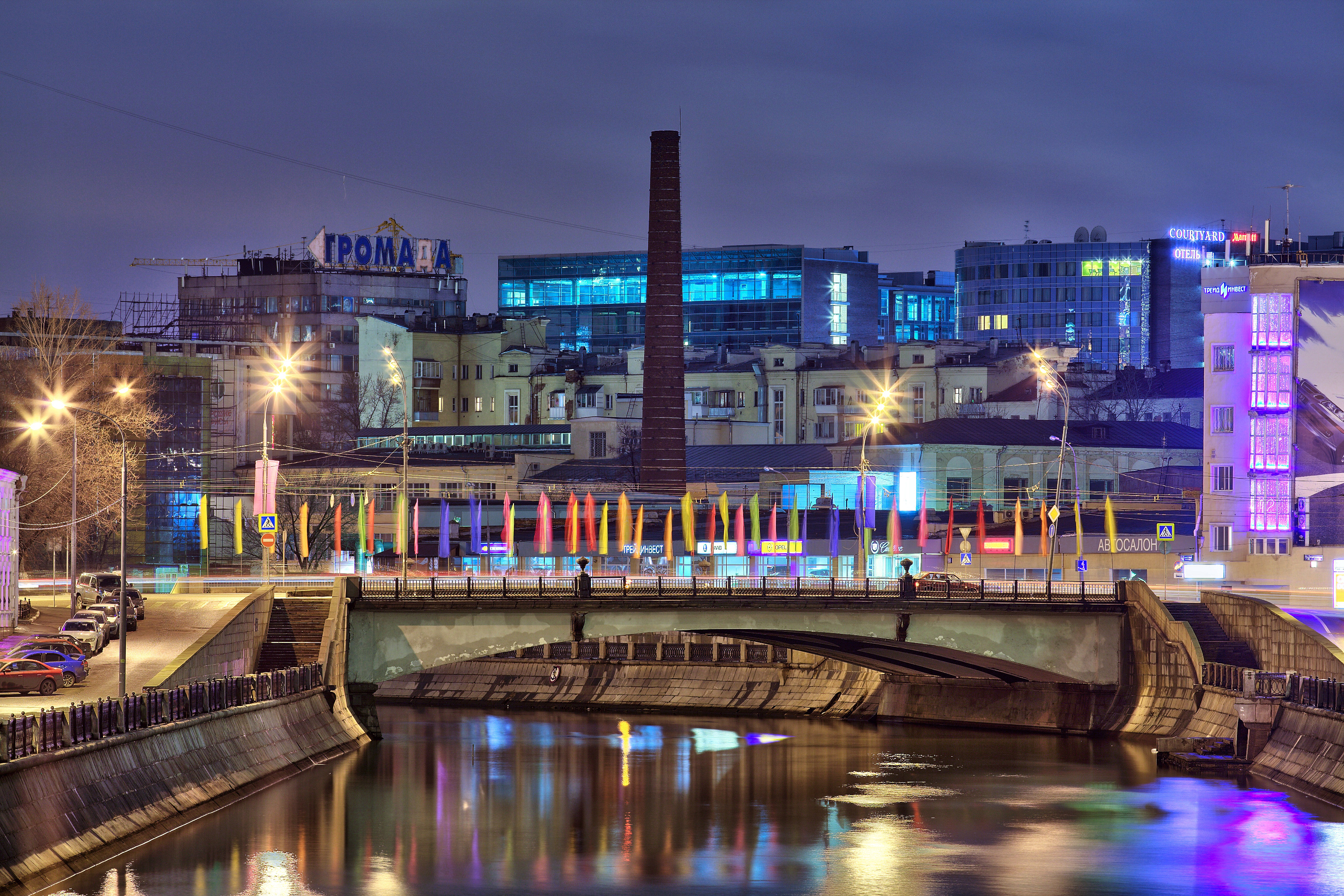
Малый Краснохолмский мост

- Чугунный мост, 1889, реконструирован 1966
- Патриарший мост, пешеходный, 2007
- Садовнический мост, пешеходный, 1963
- Комиссариатский мост, 1927
- Зверев мост, пешеходный, 1930
- Малый Краснохолмский мост (Садовое кольцо), 1938
- Второй Шлюзовой мост, пешеходный, 1996[1]
- Шлюзовой мост, 1965

## Мосты через Яузу

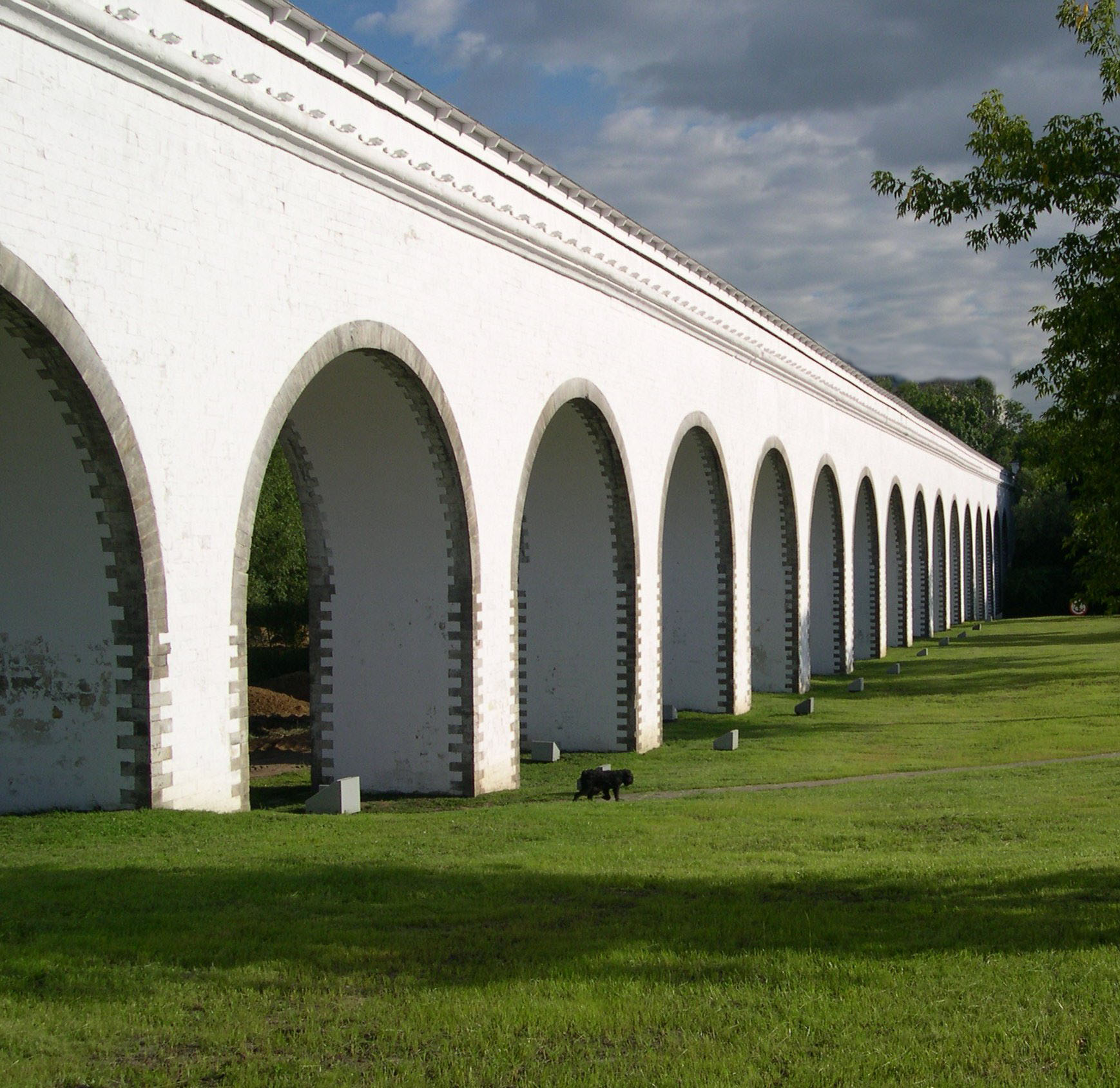
Ростокинский акведук

- 2-й Ростокинский мост, 1957; реконструирован 1982
- Ростокинский акведук («Миллионный мост»), 1780—1804; отреставрирован 2007
- Железнодорожный мост Ярославского направления МЖД, 1862, 1929
- Богатырский мост, 1912
- Олений мост, 2001
- Глебовский мост, 1982; реконструирован 2004
- Преображенский метромост, 1965
- Матросский мост, 1956; реконструирован 2010
- Рубцовско-Дворцовый мост, пешеходный, 1970(?)
- Электрозаводский мост, 1954; реконструирован 2020
- Железнодорожный мост Казанского направления МЖД, 1862, 1926
- Пешеходный мост через Яузу в составе ТПУ «Электрозаводская», 2022
- Рубцов мост, пешеходный, 1970; реконструирован 2002
- Госпитальный мост, 1941
- Лефортовский (Дворцовый) мост, 1799; реконструирован 1940
- Новолефортовский мост (Третье транспортное кольцо), 2003
- Салтыковский мост, пешеходный, 1958
- Таможенный мост, пешеходный, 1939
- Андроников мост (железнодорожный), 1865; реконструирован 1951, 2008
- Костомаровский мост, 1941
- Высокояузский мост (Садовое кольцо), 1890; реконструирован 1963
- Тессинский мост, пешеходный, 1992
- Астаховский (Яузский) мост, 1938
- Малый Устьинский мост, 1938; реконструирован 2011

## Мосты черезСетунь
- Сетуньский мост (МКАД), 1958
- мост СЗХ на Верейской улице, 2015
- Дорогобужский мост (Дорогобужская улица), 1980-е
- мост на Рябиновой улице, 1981[2]
- Багрицкий мост, 1952 (улица Багрицкого)
- Аминьевский мост, 1965
- Очаковский пешеходный мост, 1987 (Кременчугская улица)
- Давыдковский мост, 1958 (Нежинская улица)
- Очаковский мост, 1958 (Староволынская улица)
- Новорублёвский мост, 1961 (Минская улица)
- Старорублёвский мост, 1912 (улица Улофа Пальме, бывшее Рублёвское шоссе)
- Балочный пешеходный мост, 1956 (улица Пырьева)
- Пешеходный мост «Потылиха», 1948 (улица Пудовкина)
- Сетуньский мост (Воробьёвское шоссе), 1953

## Прочие мосты, дамбы, плотины, тоннели, акведуки
- Борисовские мосты, 1972
- Горбатый мост, река Пресня, 1806, реконструирован 1986
- Карамышевская плотина, 1937
- Мост через реку Сходню, 1937
- Перервинская плотина, 1937
- Тушинский (Волоколамский) тоннель (тоннель под каналом им. Москвы) 1937, реконструирован в 1972 и в 2001
- Шипиловская плотина